# Grjasi
Grjasi (russisch Грязи) ist eine Stadt mit 46.807 Einwohnern (Stand 14. Oktober 2010) und Zentrum des gleichnamigen Rajons in der Oblast Lipezk in Russland. Sie liegt am Fluss Matyra, einem Zufluss des Woronesch, etwa 30 km südöstlich der Gebietshauptstadt Lipezk.

## Geschichte
Als Gründungsjahr der Stadt gilt 1868, als die Bahnstrecke von Moskau nach Woronesch verlegt und in der heutigen Stadt ein Bahnhof errichtet wurde. Der Stadtname, der wörtlich übersetzt „Schlämme“ bedeutet – möglicherweise war damit der in dieser Region vorherrschende Schwarzerde-Bodentyp gemeint – existierte jedoch schon früher und gehörte ursprünglich einem Dorf in der näheren Umgebung.
Bereits 1869 wurden von hier aus weitere Bahnstrecken nach Jelez und Borissoglebsk gebaut, so dass Grjasi zu einem Eisenbahnknotenpunkt wurde. Anfangs zählte der Ort etwas über 1000 Einwohner, Ende der 1930er-Jahre waren es bereits fast 26.000. Zur gleichen Zeit, nämlich im Jahr 1938, erhielt Grjasi den Stadtstatus.

### Bevölkerungsentwicklung
| Jahr | Einwohner |
| ---- | --------- |
| 1939 | 25.881    |
| 1959 | 34.425    |
| 1970 | 41.292    |
| 1979 | 42.624    |
| 1989 | 47.458    |
| 2002 | 47.478    |
| 2010 | 46.807    |

Anmerkung: Volkszählungsdaten

## Wirtschaft und Verkehr

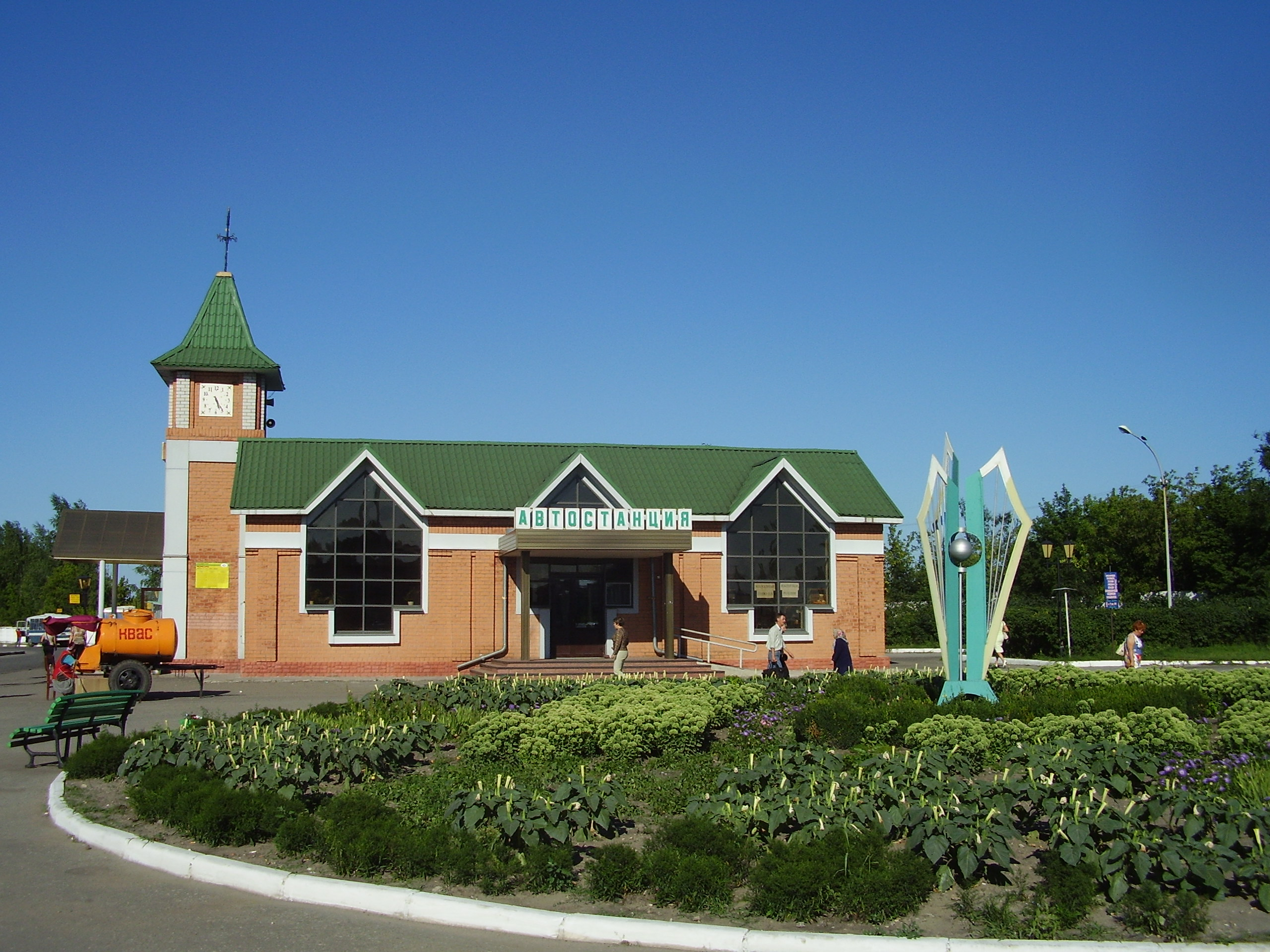
Busbahnhof in Grjasi

Grjasi gilt heute als ein Industrievorort von Lipezk, unter anderem mit einer Hydraulik- und einer Landwirtschaftsmaschinen-Fabrik sowie einer Zuckerfabrik und anderen Nahrungsmittelbetrieben.
Als Verkehrsknotenpunkt verfügt Grjasi über drei Bahnhöfe und einen Busbahnhof. Über Lipezk besteht Anbindung an die Fernstraße M4, 100 km östlich liegt außerdem die Großstadt Tambow, mit der Grjasi ebenfalls durch eine direkte Straße verbunden ist.

## Persönlichkeiten
- Georgi Plechanow (1856–1918), Philosoph, stammte aus Gudalowka nahe Grjasi